# Agneta Falk

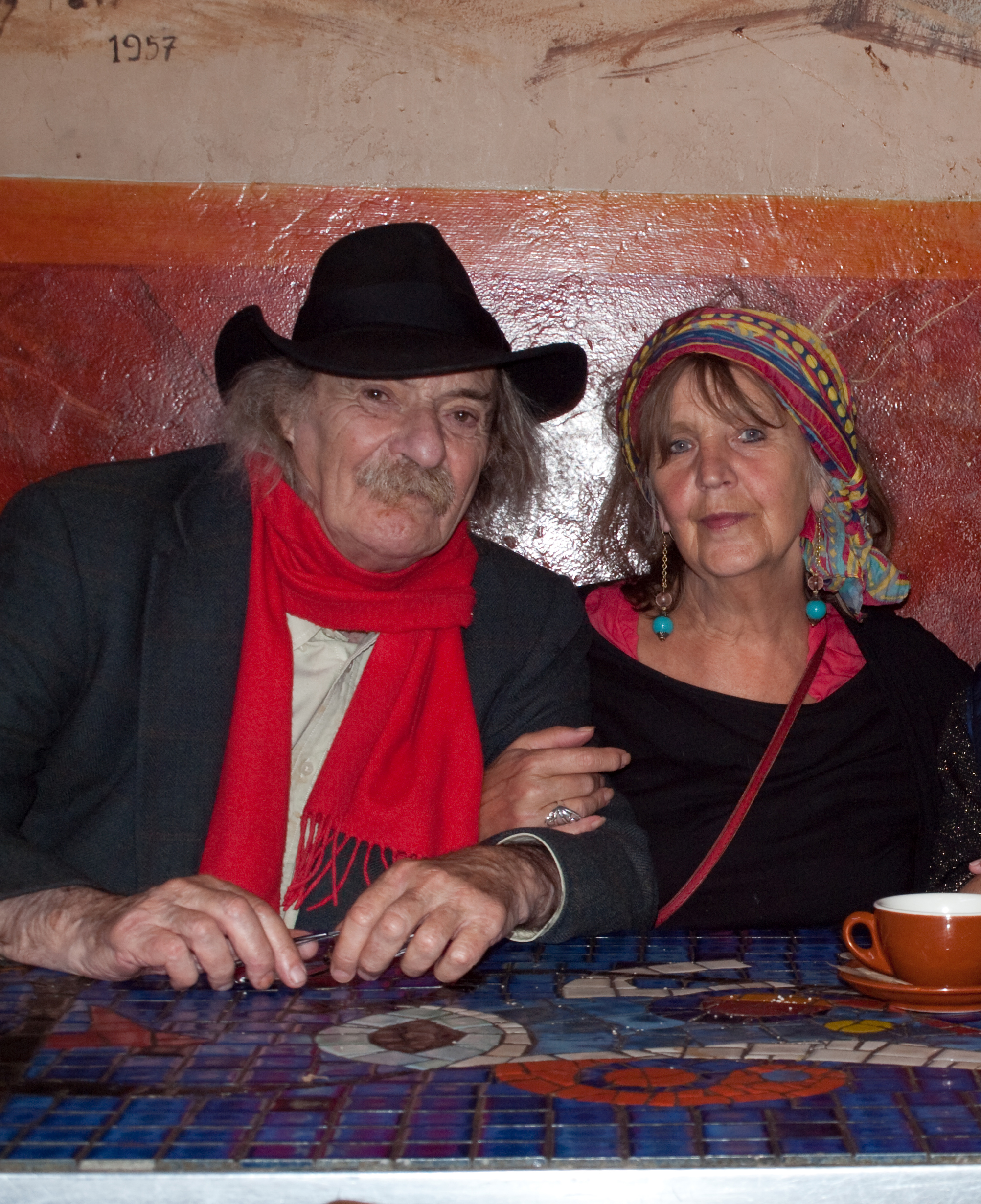
Agneta Falk e Jack Hirschman fotografati al Caffe Trieste di San Francisco, luglio 2013

Agneta Falk (Stoccolma, 1946) è una poetessa e artista statunitense di origini anglo-svedesi.

## Biografia
Completati gli studi di letteratura e teatro in Svezia, si trasferisce in Gran Bretagna negli anni '60 dove lavora come insegnante di scrittura creativa.
Negli anni '90 è co-direttore del Word Hoard ed organizza numerosi eventi culturali per la diffusione della poesia, guida un gruppo di donne scrittrici e lavora in centri di recupero per persone affette da handicaps mentali.
Una borsa di studio dell'associazione Yorkshire Arts le viene conferita per la pubblicazione del suo primo libro di poesie in inglese Here by Choice (1980).
Nel 1996 con Judi Benson diventa coeditrice di The Long Pale Corridor, un'antologia di poesie elegiache.
Si distingue per la sua strenua lotta contro il traffico di esseri umani, lotta che diventa anche il tema di alcune sue produzioni poetiche.
Sposata con il poeta statunitense, Jack Hirschman vive attualmente a San Francisco, dove è stata Decano di Arte presso la Free University of San Francisco e qui continua la sua produzione artistica e poetica.